# Quo vadis (film 1951)
Quo vadis (Quo Vadis) è un film del 1951 diretto da Mervyn LeRoy.
Rifacimento della primitiva edizione di Enrico Guazzoni, maestro del cinema muto, è un adattamento cinematografico colossal, scritto da S. N. Behrman, Sonya Levien e John Lee Mahin, dell'omonimo romanzo storico di Henryk Sienkiewicz, vincitore del premio Nobel per la letteratura nel 1905.
Film col maggiore incasso del 1951, la pellicola ricevette ben 8 candidature agli Oscar del 1952, senza riuscire però a vincere nulla; tuttora detiene il record per il maggior numero di costumi usati in un film: circa 32 000. Peter Ustinov vinse il Golden Globe per il miglior attore non protagonista per il suo Nerone.

## Retroscena
Il titolo, in latino, significa "Dove vai?", e si riferisce all'incontro tra san Pietro e Gesù Cristo sulla via Appia. Secondo gli Atti di Pietro, Pietro, in fuga dalle persecuzioni di Nerone ebbe una visione di Cristo, al quale chiese: "Domine, quo vadis?" ("Signore, dove vai?"). Gesù rispose a lui "Eo Romam, iterum crucifigi" ("Vado a Roma, per essere crocifisso una seconda volta"). Pietro capì che questo significava che lui stesso doveva tornare a Roma e non sottrarsi alla sua sorte, che era quella di morire come il suo maestro. Pietro, infatti, tornò a Roma e morì crocifisso, questa volta però a testa in giù per non mettersi al parì di Gesù, ai piedi del Colle Vaticano, dove oggi si innalza la Basilica di San Pietro.

## Trama
L'azione si svolge a Roma tra l'estate del 64 e il 68, sotto il principato di Nerone. Il tema è il conflitto tra il cristianesimo e la corruzione attuale nel governo dell'Impero Romano, in particolare nell'ultimo periodo della dinastia giulio-claudia. I personaggi e gli eventi sono rappresentati da una miscela di figure e situazioni storiche reali e inventate.
Il film racconta la storia del comandante militare romano della XIV Legione, il console Marco Vinicio. Sulla strada del ritorno a Roma, dopo 3 anni di vittoriose campagne militari contro i Britanni e i Galli, egli riceve da un pretoriano l'ingiunzione imperiale di non entrare nella capitale: furioso, si reca personalmente a Palazzo chiedendo udienza all'Imperatore, mentre Nerone interloquisce con Seneca e Petronio, zio di Marco.
Marco Vinicio viene ospitato dal console Aulo Plauzio nella sua casa: qui conosce e si innamora della figlia adottiva, Licia, una cristiana che resiste alle sue offerte, opponendogli i dettami del nuovo culto del quale rimane incuriosito. La loro travagliata storia d'amore è raccontata nei confronti del più ampio contesto storico del primo cristianesimo e la persecuzione operata da parte del paranoico Nerone. Anche se cresciuta fin da bambina come romana perché era la figlia adottata di un generale in pensione - Licia fa di nome Callina, figlia del re dei Lici - è tecnicamente un ostaggio di Roma. Marco persuade Nerone a darla a lui per i suoi meriti militari. Licia si risente per questo, ma l'amore per Marco prevale.
Nel frattempo, le atrocità di Nerone diventano sempre più scandalose ed i suoi atti più folli. Infatti, quando questo fa bruciare Roma, impaurito dalla collera dei cittadini romani, accusa i cristiani. Marco corre a salvare Licia e la famiglia di lei. Nerone li cattura insieme a tutti i cristiani, e li condanna ad essere uccisi nell'arena. Anche Marco è arrestato per aver tentato di salvare Licia. In carcere, l'apostolo Pietro, arrestato anche lui, unisce in matrimonio i due giovani; infine, Pietro è crocifisso a testa in giù, dietro sua richiesta ("Morire come Nostro Signore è più di quanto io meriti").
Poppea, sposata con Nerone ma bramando l'amore di Marco, elabora una diabolica vendetta per il suo rifiuto. Licia è legata ad un palo di legno nell'arena. Viene fatto entrare nell'anfiteatro un toro selvaggio, ed Ursus, l'enorme guardia del corpo di Licia, deve cercare di difenderla dall'animale a mani nude. Marco è legato al palco degli spettatori e costretto a guardare l'orrendo spettacolo coi suoi carcerieri, assisi in tribuna per godere dello spettacolo. Quando la situazione sembra senza speranza, Marco implora l'intervento divino: «Cristo, dagli forza!».
L'auspicio si avvera: con forza sovrumana Ursus riesce a spezzare il collo del toro. La folla, enormemente impressionata dal coraggio di Ursus, esorta Nerone a risparmiare lui e Licia; ma l'imperatore, sdegnato dall'inatteso esito, contraria la folla mostrando il pollice verso, ossia rifiutando la grazia. In quel momento Marco spezza le corde che lo tenevano legato, balza nell'arena, libera Licia con l'aiuto delle sue truppe fedeli, rivela al pubblico il proprio nome e annuncia che il generale Galba in quel momento è in marcia su Roma, intenzionato a rovesciare il principato di Nerone (infatti l'uomo diverrà, dopo il suicidio assistito di questi, il sesto imperatore romano).
La folla, fermamente convintasi che sia Nerone, e non i cristiani, il responsabile del Grande incendio di Roma, si rivolta. Nerone fugge a Palazzo, dove strangola Poppea, incolpandola di averlo mal consigliato. Atte, la donna cristiana che in passato aveva amato Nerone senza esserne ricambiata - anzi, venne da lui bandita da Roma - è tornata a palazzo per implorarlo di suicidarsi prima che la folla espugni il Palazzo giungendo fino alle sue stanze: poiché egli ha vissuto come un mostro, ora dovrebbe morire come un imperatore. Nerone non è in grado di farlo da solo, così Atte lo aiuta a piantarsi il pugnale nel petto. Marco e Licia ora sono liberi e finalmente trovano la felicità insieme.

## Produzione

### Sviluppo
Alla fine degli anni '30, la Metro-Goldwyn-Mayer acquistò i diritti d'autore del romanzo di Sienkiewicz Quo Vadis dai figli di questi, così come quelli cinematografici dell'adattamento muto del 1924.
La società statunitense all'inizio aveva intenzione di girare il film completamente in Italia, ma lo scoppio della Seconda guerra mondiale rallentò tutto. Dopo i 5 anni di guerra, la produzione venne ripresa, e venne firmato il contratto che garantiva una collaborazione con i recenti Studi di Cinecittà, a sole otto miglia da Roma.
Dopo ben 10 mesi di preparazione e di attesa dell'arrivo del fondamentale art director, costumista e scenografo (giunto a Roma soltanto nel 1948), immediatamente iniziò l'enorme ricostruzione delle scenografie: tra i luoghi, ricreati per via delle ristrutturazioni che limitavano le visite all'epoca, vi furono il Circo di Nerone e la Domus Aurea, parte della zona della Roma plebea e la residenza di Aulo Plauzio.
Iniziò perciò anche la realizzazione di migliaia di costumi di scena per le circa 5 000 comparse assunte, tappezzerie, calici ed argenteria in metallo tipica dell'epoca, e 10 carri con 450 cavalli compresi. Fu addirittura concesso il permesso dal Parlamento per ristrutturare un breve tratto della Via Appia, in parte lacerata anche dalla terribile guerra appena conclusasi. Alcuni dei massimi esperti di animali ammaestrati di Hollywood, nonché i proprietari del grande Zoo di Central Park iniziarono ad inviare le specie più svariate: leoni, cavalli, tori e altri animali da tutto il mondo.
Tutto ciò venne preparato molto in fretta, soprattutto per il timore, da parte dell'intera troupe, del possibile scoppio di un nuovo conflitto mondiale che avrebbe potuto nuovamente interrompere gli sviluppi del progetto: infatti, dopo soltanto 6 settimane, il film entrò ufficialmente in produzione vera e propria il 22 maggio 1950.
Poco prima dell'inizio delle riprese ufficiali, giunsero infine a Roma il produttore esecutivo Sam Zimbalist, il regista Mervyn LeRoy, il direttore della fotografia William V. Skall e il direttore del casting.

### Cast
All'inizio, nel 1949 per la protagonista femminile Licia era stata scelta Elizabeth Taylor (che fece comunque un cameo come cristiana perseguitata nelle prigioni del Circo di Nerone), mentre per le vesti di Marco Vinicio Gregory Peck: tuttavia, quando la produzione è mutata l'anno successivo, i ruoli andarono a Deborah Kerr e Robert Taylor.
Oltre alla Taylor e Peck, anche molti altri attori poi divenuti iconici nella storia del cinema erano stati considerati per delle parti in questo film:
- Prima che fosse scelto Peter Ustinov per il ruolo di Nerone, fu considerato Charles Laughton, che lo aveva già interpretato nel film Il segno della croce nel 1932. Peter studiò la storia di Nerone, forse anche per prepararsi al ruolo. Scoprì che Nerone morì a 30 anni e Peter ne aveva 29 nel 1950. Chiamò il produttore e glielo riferì. Il ruolo fu suo.
- Il divo Clark Gable, altro attore a cui venne fatta la proposta per divenire il protagonista maschile Marco, si rifiutò però molto presto, perché, come avrebbe riferito in seguito, pensava che sarebbe stato ridicolo in abiti romani;[6][7]
- L'italiana Sophia Loren partecipò al film come comparsa;[8]
- Bud Spencer ebbe un ruolo, anche se non accreditato e probabilmente doppiato, come guardia pretoriana nella tenuta estiva di Nerone ad Anzio e in una scena nel circo, dopo la scena dei Cristiani uccisi dai Leoni.[9]
- L'ancora sconosciuta e giovanissima Audrey Hepburn, era stata pensata, in seguito ad un'audizione, per la parte di Licia: il regista LeRoy infatti avrebbe voluto sceglierla, essendo rimasto molto colpito dal talento di una ragazza così giovane, ma poi si ricordò che quel ruolo era già stato affidato alla star ben più matura della Hepburn, Deborah Kerr, e dovette rinunciare ad offrirle la parte;[10][11]
- L'attore Alfredo Varelli, nel film apparso nella parte di Marco Anneo Lucano, è divenuto la persona ancora viva più anziana ad aver fatto parte del cast di questo film, poiché morto nel 2021, all'età di 107 anni;[12]
- Christopher Lee partecipò come cocchiere di un carro;
- Clelia Matania apparve come "Parmenida la parrucchiera" dell'imperatrice Poppea;
- Richard Garrick recitò come schiavo romano di Nerone;
- Giuseppe Tosi partecipò come intrattenitore al banchetto dell'imperatore;
- Adrienne Corri vestì i panni di una donna cristiana imprigionata;
- Robin Hughes apparve molto brevemente nei panni di Gesù, in un flashback di Pietro.

### Riprese

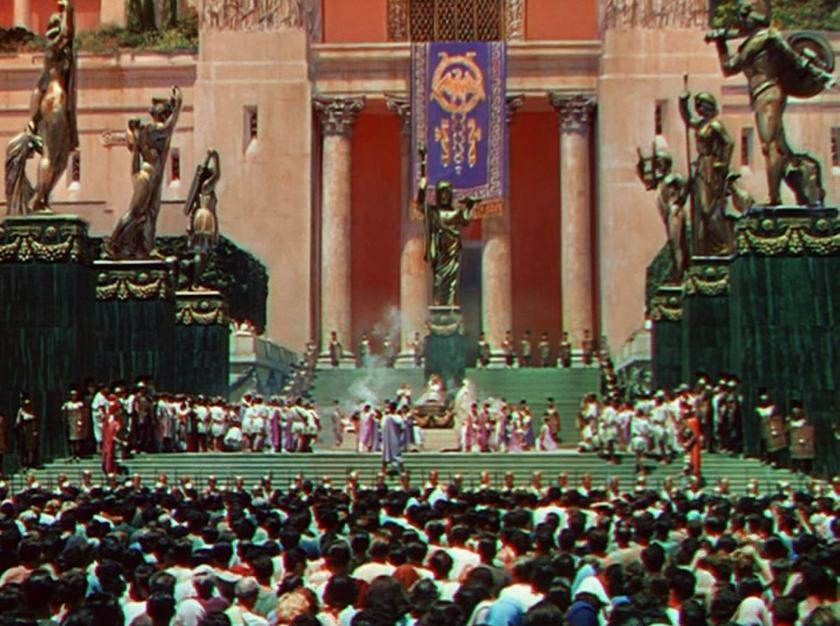
Trionfo di Marco Vinicio nel Foro Romano

Con un budget, per i tempi elevatissimo, di più di 7 milioni di dollari, Quo vadis divenne il film più costoso mai realizzato fino a quel momento, superando Via col vento sia per budget che per incassi, secondo la Metro-Goldwyn-Mayer.
Svolte quasi completamente negli ampi Studi di Cinecittà, le riprese del film nel secondo dopoguerra in Italia negli anni hanno offerto ai registi statunitensi location molto ampie e soprattutto manodopera a basso costo: infatti, da allora in poi, Hollywood fece molto spesso ricorso a Cinecittà, producendo lì molti dei suoi più grandi progetti, come gli altri colossal Ben-Hur (1959) e Cleopatra (1963), spesso anche diretti da grandi registi italiani, come Federico Fellini.
Per il film furono sfruttate numerose location italiane, come la vera Via Appia o il Viale dei Cipressi, per la famosa scena finale dell'inseguimento equestre.
Nell'agosto del 1950, durante le riprese del film, a Roma vi fu una forte ondata di caldo, come ha ricordato il "Nerone" Peter Ustinov ("Fu una delle estati più calde che avessi mai vissuto!") ed ha riferito Mervyn LeRoy: "A causa del caldo, persino i leoni stavano spesso male, e non volevano entrare nell'arena per le scene dei gladiatori".

## Distribuzione
La pellicola arrivò nelle sale cinematografiche italiane nel 1953, con il doppiaggio realizzato all'interno degli studi della O.D.I. di Carlo D'Angelo, a via Vicenza 5a a Roma, con la presenza di alcuni doppiatori prevalentemente attivi presso la CDC, come Aldo Silvani, Olinto Cristina e Gaetano Verna.

## Accoglienza

### Incassi
Il film ha rappresentato un enorme successo commerciale per la Metro-Goldwyn-Mayer, tanto da guadagnare più di 11 milioni di dollari tra Stati Uniti e Canada e altri 10 milioni internazionalmente, ed essere eletto "il film con il più alto incasso del 1951".

### Critica
Nonostante il successo al botteghino, per la critica il film fu quasi completamente un fallimento.
Per il New York Times, Bosley Crowther scrisse, né apprezzando né criticando il film: "Ecco una straordinaria mescolanza di bellezza e banalità, di eccitazione e noia, di storicità e sesso"; aggiunse in seguito: "Pensava che anche Il segno della croce di Cecil B. DeMille non avesse nulla a che fare con gli orrendi e stupidi spettacoli di brutalità e degrado che il regista Mervyn LeRoy ha ottenuto con Quo Vadis. Ma, bene o male a questi effetti visivi e ricche manifestazioni di fatti storici mai avvenuti, è ben inserita una storia d'amore (anch'essa mai avvenuta, ovviamente!) che pensa di farvi venire i brividi."
Su Variety il film ebbe uno scopo "puramente economico, di piccole dimensioni e spessore, demolendo l'ormai cliché del "super colossal". Questo è sicuramente un super-spettacolo, ma non si può chiamare film storico." Invece, dal Los Angeles Times apparve la seguente recensione eccellente: "Il più costoso nonché forse anche il più grande film mai realizzato… La sua bellezza scenografica non è mai stata eguagliata in nessun altro produzione!".
Infine, dopo più di 40 anni, sul sito web Rotten Tomatoes il film invece riceve un ottimo punteggio di 83% delle recensioni professionali positive, con un voto medio di 6.40/10, basato su 18 recensioni.

## Riconoscimenti
- 1952 - Premio Oscar
  - Candidatura per il miglior film a Sam Zimbalist
  - Candidatura per il miglior attore non protagonista a Leo Genn
  - Candidatura per il miglior attore non protagonista a Peter Ustinov
  - Candidatura per la miglior fotografia a Robert Surtees e William V. Skall
  - Candidatura per la miglior scenografia a William A. Horning, Cedric Gibbons, Edward C. Carfagno e Hugh Hunt
  - Candidatura per i migliori costumi a Herschel McCoy
  - Candidatura per il miglior montaggio a Ralph E. Winters
  - Candidatura per la miglior colonna sonora a Miklós Rózsa
- 1952 - Golden Globe[20]
  - Miglior attore non protagonista a Peter Ustinov
  - Migliore fotografia a Robert Surtees e William V. Skall
  - Candidatura per il Miglior film drammatico
- 1952 - Directors Guild of America
  - DGA Award a Mervin LeRoy
- 1951 - National Board of Review Award
  - Migliori dieci film di sempre

## Inesattezze storiche

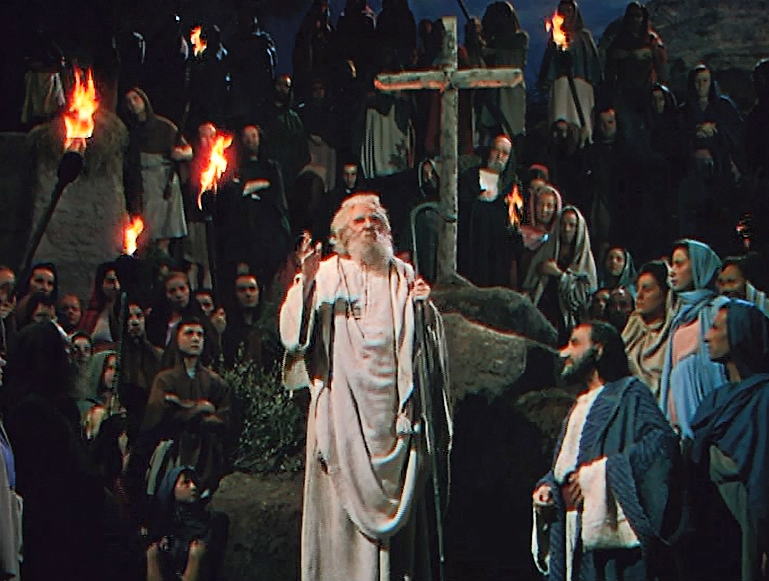
Finlay Currie e Abraham Sofaer, come i santi Pietro e Paolo

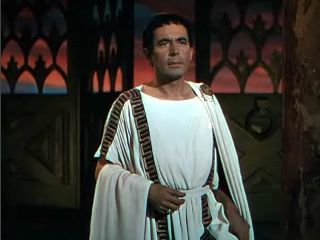
Leo Genn nel ruolo di Petronio

- A parte San Pietro, crocifisso a testa in giù, e Petronio, che si fa volutamente uccidere facendosi tagliare le vene (in regola quindi con la storia e la tradizione), i destini di altri personaggi realmente esistiti che appaiono in questo film cambiano rispetto ai veri eventi avvenuti:
  - Alla fine del film Poppea e Nerone abbandonano entrambi l'arena e si rifugiano al palazzo, per fuggire alla folla inferocita dopo che Marco Vinicio aveva rivelato la responsabilità di Nerone dell'incendio di Roma; Nerone, prima di suicidarsi, strangola la moglie, Poppea. In realtà si pensa secondo fonti storiche, che Poppea sia morta di un'antica forma di tubercolosi o complicazioni dovute al parto, tre anni prima della morte di Nerone;
  - San Paolo è un martire, quindi morto per decapitazione secondo la tradizione evangelica, ma nel film sopravvive o comunque se ne perdono le tracce a partire dalla seconda parte;
  - Tigellino, prefetto del Pretorio di Nerone, nel film viene ucciso da un centurione legionario poco prima della morte dell'imperatore. In realtà fu costretto al suicidio nell'anno dopo la morte di Nerone, il 69 d.C. per ordine dell'imperatore Otone;
  - Nella storia Seneca fu costretto da Nerone a tagliarsi le vene 3 volte, ma nel film sopravvive;
  - Nel finale Nerone si suicida, aiutato da Atte, nel 65 d.C.; in realtà morì tre anni dopo, il 9 giugno 68 d.C. aiutato dal suo Liberto e segretario Epafrodito all'età di 30 anni;
- L'incendio di Roma del 64 d.C., durato in realtà 6/9 giorni, dal 18 a 24/27 luglio, nel film dura solamente un giorno, ed è erroneamente attribuito a Nerone;

## Curiosità

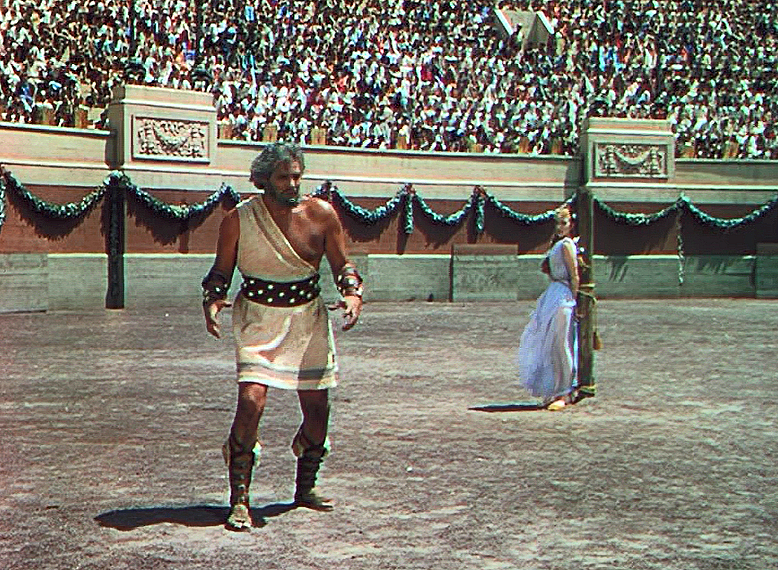
Buddy Baer (Ursus) nella famosa scena del combattimento

- Il regista Anthony Mann partecipò alla realizzazione del film lavorando per 24 notti alle riprese dell'incendio di Roma insieme all'operatore aggiunto William V. Skall, ma il suo nome non compare nei crediti. Le scene furono poi utilizzate in Atlantide, il continente perduto di George Pal (1961).[21]
- La controfigura di Buddy Baer nella famosa scena del combattimento contro il toro è il forcado portoghese Nuno da Salvação Barreto; la mossa che egli esegue (afferrare il toro gettandosi praticamente tra le sue corna), sconosciuta alla maggior parte degli spettatori dell'epoca, è in realtà la pega de cara, una delle mosse più tipiche e pericolose della tourada, l'equivalente portoghese della corrida spagnola.
- La scena finale della fuga di Nerone, è simile alla versione muta del 1924
- È il film che nel romanzo Una vita violenta di Pier Paolo Pasolini il protagonista Tommaso e la sua fidanzata Irene decidono di andare a vedere al cinema.
- Fu il primo film del periodo in seguito ribattezzato "Hollywood sul Tevere". Questa espressione venne usata per la prima volta in un articolo del Time pubblicato nel 1950.[22]